# Groot-Polenopstand
De Groot-Polenopstand of Wielkopolska-opstand (Pools: powstanie wielkopolskie 1918–19 roku; Duits: Großpolnischer Aufstand) was een gewapende opstand van Polen in Groot-Polen (Duits: Posen) tegen de Duitse overheersing. De opstand begon in december 1918 en eindigde een half jaar later in een overwinning van de Poolse separatisten en de annexatie van grote delen van de oostelijke provincies van de Weimarrepubliek door de Tweede Poolse Republiek.

## Achtergrond
Tijdens het bewind van Otto von Bismarck werden de etnische en culturele spanningen in de Poolse gebieden die in de 18e eeuw geannexeerd waren manifest. Dit ging gepaard met groeiende tendensen van nationalisme, imperialisme en chauvinisme binnen de Duitse samenleving. Aan de ene kant werd een nieuwe wereldorde geëist met de wens om een Duits koloniaal imperium te creëren. En aan de andere kant groeide het gevoel van vijandigheid tegenover andere etnische groepen binnen de Duitse staat.
De Polen waren onder de Duitse overheersing slachtoffer van systematische discriminatie en onderdrukking. In de woorden van de schrijver Czubiński:

Tot 1870 maakten de Polen deel uit van een van de vele dynastieke Duitse staten. Met de eenwording werden zij een deel van de nationaal homogene Duitse staat en werden een nationale minderheid die door de meerderheid werd bevochten. Germanisatieprocessen zijn in die periode verder aangescherpt.

De Poolse kwestie bleef tot zijn pensionering belangrijk voor Otto von Bismarck, die de Kulturkampf had geïntroduceerd. De vijandigheid die de zogenoemde 'Hakatisten' voor de Polen voelden was gebaseerd op ras. Deze groep was georganiseerd in de Deutscher Ostmarkenverein of H-K-TVerein, naar de eerste letters van de achternamen van de drie leiders: von Hansemann, Kennemann en von Tiedemann. Hoewel Von Bismarck vijandig tegenover het Poolse beleid van zijn opvolger Leo von Caprivi stond en nooit een goed woord over de Polen gesproken heeft, was zijn animositeit meer gebaseerd op staatsredenen dan op raciale vooroordelen. De Hakatisten waren hiervan op de hoogten en bagatelliseerden regelmatig Von Bismarck's "ouderwetse noties". Ondanks dit gegeven onderhielden de Haketisten en Von Bismarck nauwe banden.
Vanuit Poolse hoek was er veel weerstand tegen de Hakatisten, die voor ogen hadden om de Poolse cultuur te vernietigen. Als gevolg van de externe druk begonnen de Polen die in het Duitse Rijk woonden zichzelf te organiseren om de germanisering het hoofd te bieden. Bovendien nam de middenklasse de plaats over van de aristocratie als de belangrijkste oppositie aan de Poolse kant, waardoor het Poolse verzet versterkt werd en het nationale sentiment in de Poolse samenleving werd geïntensiveerd. De druk van de Duitse nationalisten leidde tot versterking van de Poolse nationaaldemocraten, met name de Poolse Nationaaldemocratische Partij van Roman Dmowski en Wojciech Korfanty.
De discriminatie en onderdrukking vormden een voedingsbron voor het Poolse nationalisme. Aan de vooravond van de Eerste Wereldoorlog won het nationalisme aan beide zijden aan kracht en werden de liberale politici die op zoek waren naar een compromis met het Duitse rijk als verraders gezien, terwijl Duitse politici die de agressieve retoriek aan beide zijden probeerden af te remmen aangevallen werden door de Hakatisten. De anti-Pruisische sentimenten vlamden kort voor het einde van de Eerste Wereldoorlog op. Op 11 oktober 1918 brachten Poolse organisaties in het Reich een gezamenlijke verklaring uit tot steun van de Poolse onafhankelijkheid:

Alleen de vereniging van alle delen van de natie die op Poolse bodem in één geheel is gevestigd, uitgerust met de volledigheid van de staatswet, kan een garantie vormen voor een permanente alliantie van naties. Op dit doorslaggevende moment voor onze toekomst wordt de natie overheerst door gedachte van een groot, samenhangend en solidair nationaal kamp op het gehele Poolse grondgebied in al zijn lagen. Wij, de Polen in het Pruisische kwartier, bevestigen deze overeenkomst en de samenhang met de handtekeningen van allen, zonder uitzondering, de bestaande Poolse partijen en de pers als woordvoerder van de publieke opinie.

## Revolutie in november 1918

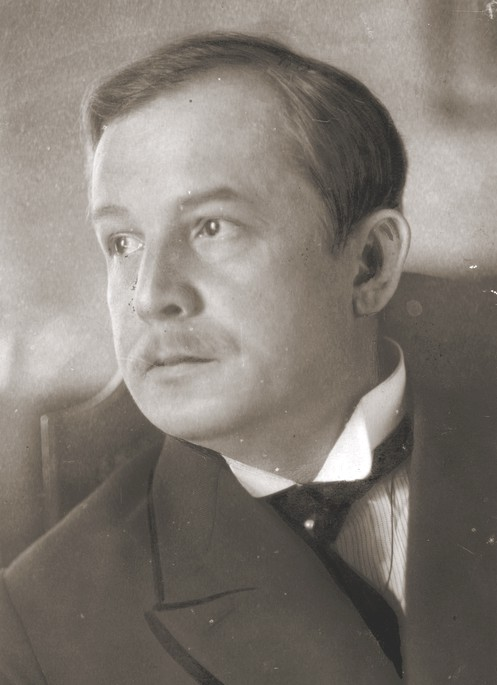
Wojciech Korfanty

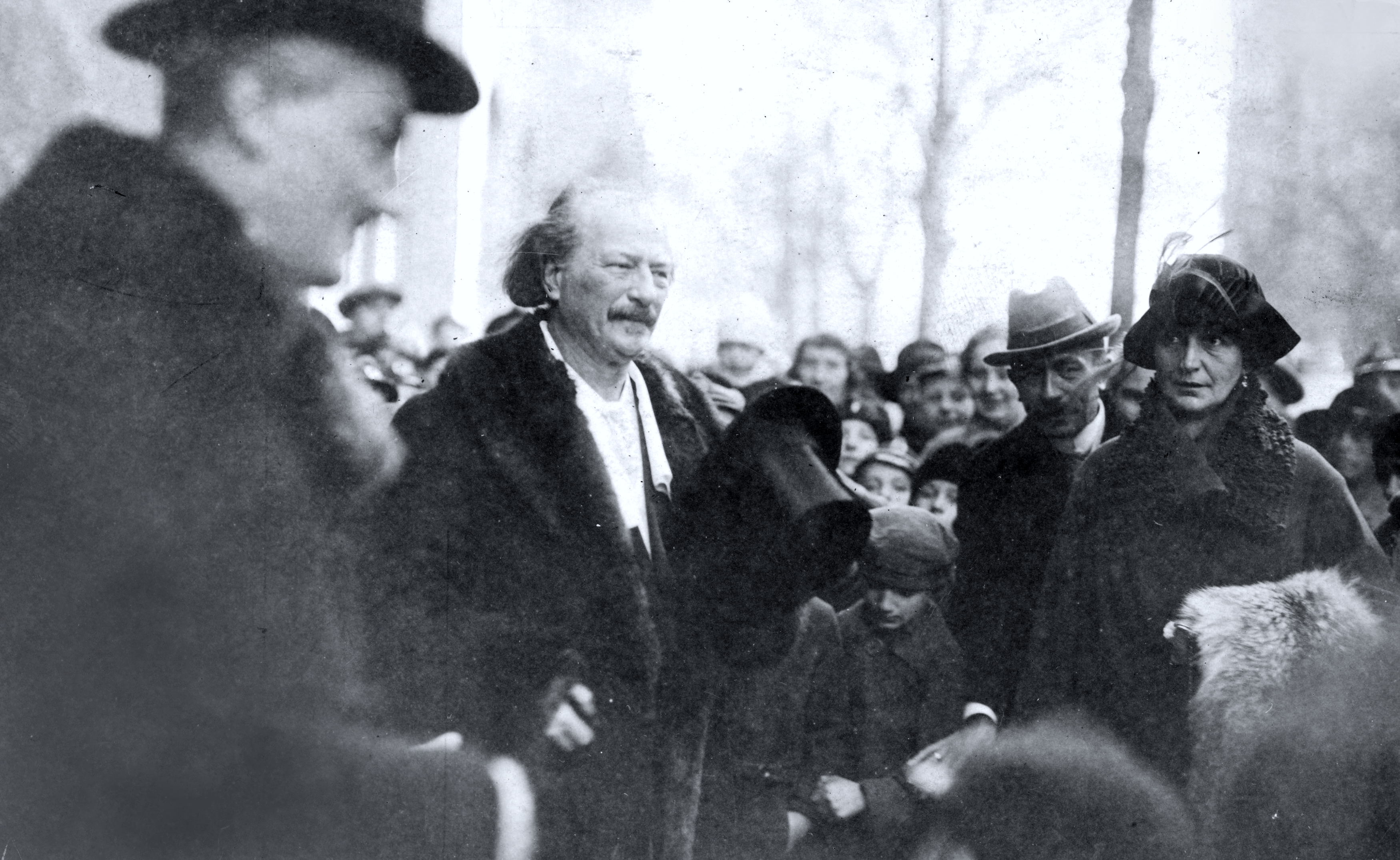
Ignacy Jan Paderewski in Poznań op 27 december 1918

Poolse activisten in Poznań richtten na de abdicatie van Wilhelm II van Duitsland op 9 november 1918 meteen de Opperste Volksraad op, de Naczelna Rada Ludowa veelal aangeduid als NRL. Deze raad deed dienst als tijdelijke regering in de Pruisische Deling. Wojciech Korfanty van de Nationaaldemocratische Partij werd gekozen als een van de drie leden van het NRL-Commissariaat. Hiermee werd zowel de relevantie van Opper-Silezië voor Poolse territoriale aanspraken benadrukt, als Kofranty's status als de bekendste en meest charismatische leider van Polen. Hij zou echter de meeste tijd in Warschau doorbrengen waar hij als vertegenwoordiger van de Nationaaldemocraten lobbyde voor nationalisatie van de socialistische tijdelijke regering van Józef Piłsudski.
De Duits-geletterde Polen van Opper-Silezië waren echter allesbehalve gecharmeerd van de Poolse revolutie en zagen de Poolse nationalisten (of "Posen-Polen") in Poznań met hun aanspraken als "fantasten en "dromers".
Nieuwe formaties van de Heimatschutz werden naar Posen gezonden met de intentie om de Poolse kwestie met geweld op te lossen. De Poolse overheid in Warschau verbrak op 15 december 1918, mede onder druk van de Opperste Volksraad, alle diplomatieke banden met Duitsland. Tegelijkertijd werden Poolse delegaties van de Pruisische Deling geselecteerd voor de Wetgevende Sejm. Ook werd een vertegenwoordiging voor vredesonderhandelingen in Parijs samengesteld. In december 1918 werd bekend dat Ignacy Jan Paderewski in het land zou terugkeren om een geschil tussen het Poolse Nationale Comité en de regering van Jedrzej Moraczewski op te lossen.
Het Verenigd Koninkrijk stond op dat moment in principe terughoudend tegenover de vorming van nieuwe staten, maar Londen was verontrust over de gang van zaken in het oosten van Europa, met een Sovjetleger dat nieuwe gebieden veroverde. Het Verenigd Koninkrijk opperde dat tussen Duitsland en Rusland een muur moest komen die het westen van Europa zou scheiden van de Sovjetrevolutie. Die muur moest Polen zijn.
Het Poolse nationale comité in Parijs schoof Jan Paderewski naar voren als de meest geschikte man, omdat hij het dichtst bij de belangen van de Engelsen stond. Het initiatief werd overgenomen door de Britse minister van Buitenlandse Zaken, Arthur Balfour. Hij nodigde Paderewski uit naar Londen. Laatstgenoemde arriveerde op 23 november 1918 in Liverpool, vanwaar hij naar Londen afreisde. In het tijdsbestek van een paar dagen voerde Balfour gesprekken met Paderewski en spoorde hem aan om naar Polen te gaan om de nieuwe regering te leiden. Paderewski eiste een reis naar Warschau via Gdańsk en Toruń, hoewel dit formeel nog steeds Duitse grondgebied was.
Paderewski reisde af naar Polen met een semi-officiële delegatie onder leiding van de Britse militaire attaché Harry Herschel Wade. Plaatsvervangend leider er was Richard Kimens van het Ministerie van Buitenlandse Zaken, voormalig Engels consul in Warschau. Paderewski en zijn vrouw, vergezeld door zijn adjudant majoor Zygmunt Iwanowski, gingen in de haven van Harwich aan boord van het schip Concord. Zij arriveerden op 26 december in Poznań waar Paderewski met enthousiasme werd begroet. Op dezelfde dag hield Paderewski een toespraak voor zijn landgenoten die zich verzameld hadden voor Hotel Bazar.

## Opstand

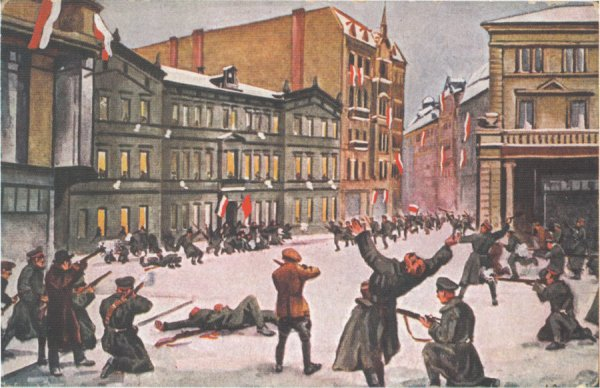
De gevechten om het paleis van justitie, afgebeeld op een prent van Leon Prauziński

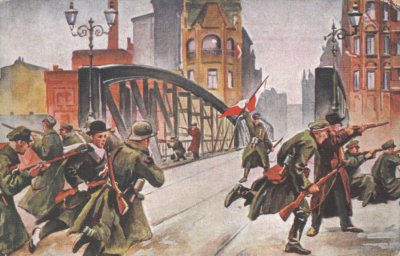
De gevechten om de Chwaliszewski-brug, afgebeeld op een prent van Leon Prauziński

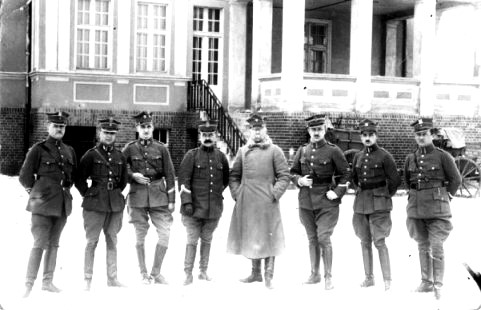
Poolse opstandelingen in de winter van 1918-1919

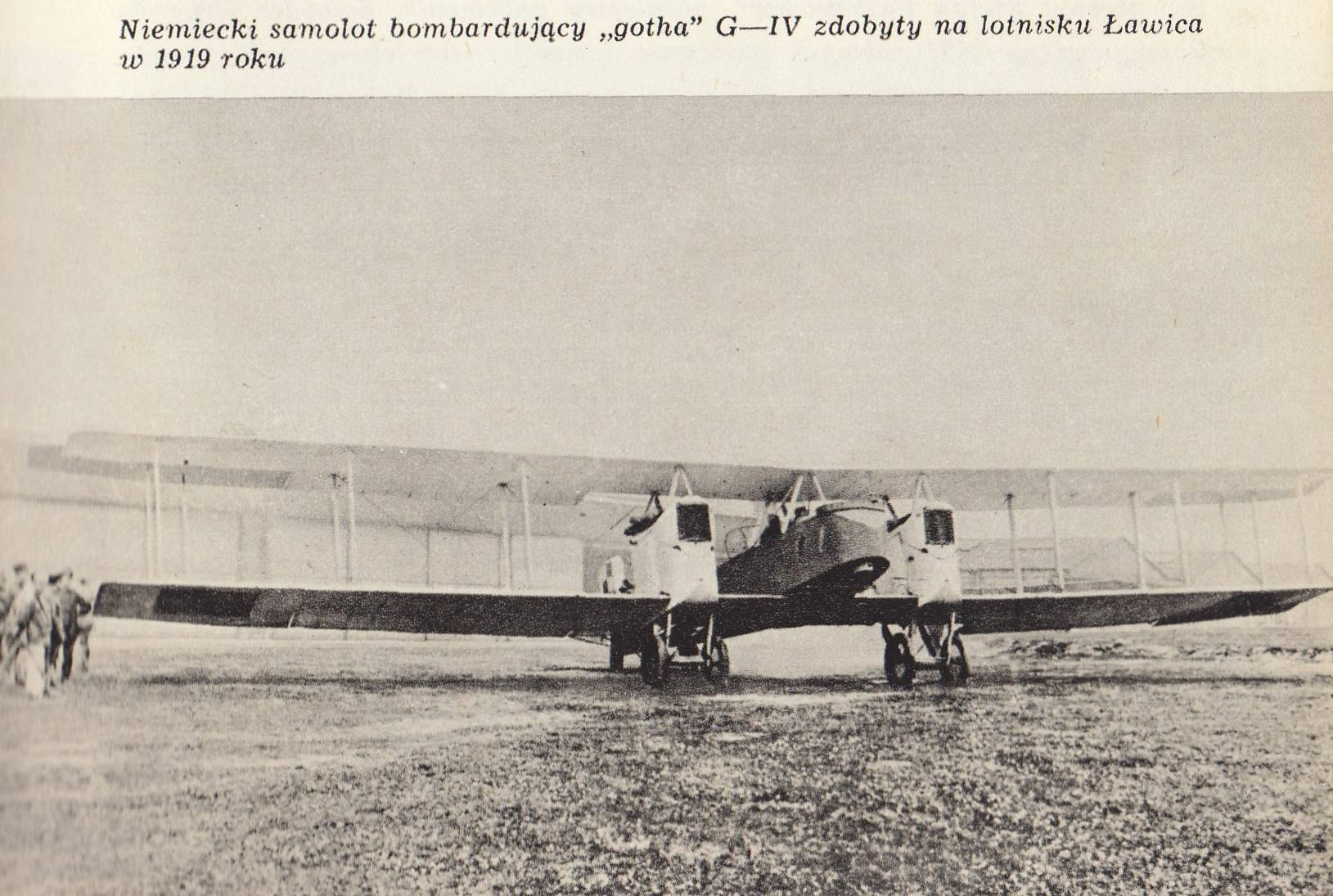
Een door Poolse opstandelingen buitgemaakte Duitse Gotha G.IV bommenwerper, 1919

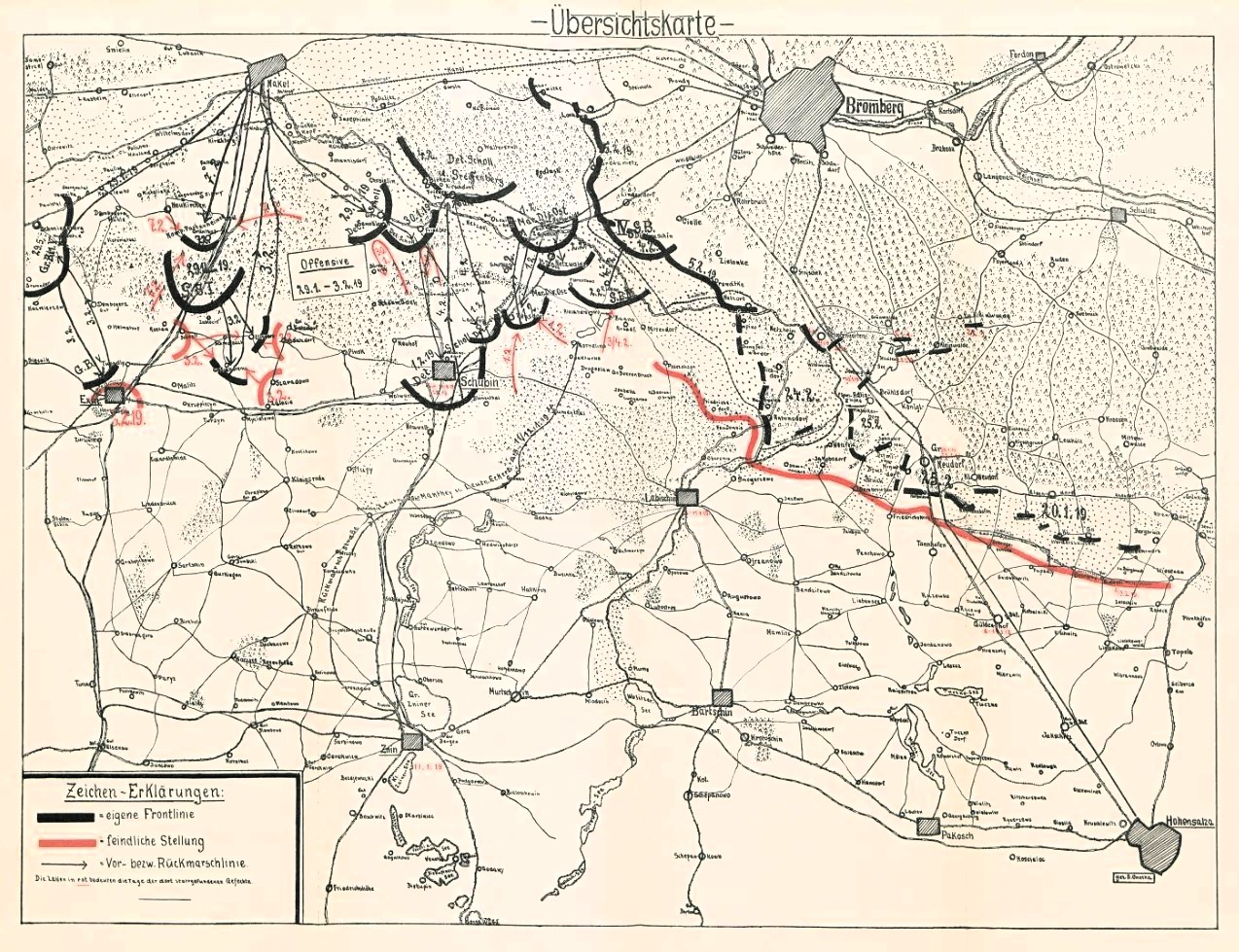
Het Duitse "Butteroffensive" in 1919

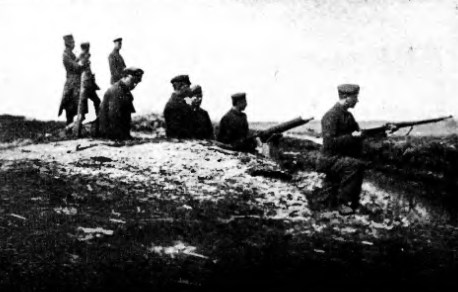
Poolse opstandelingen aan het front

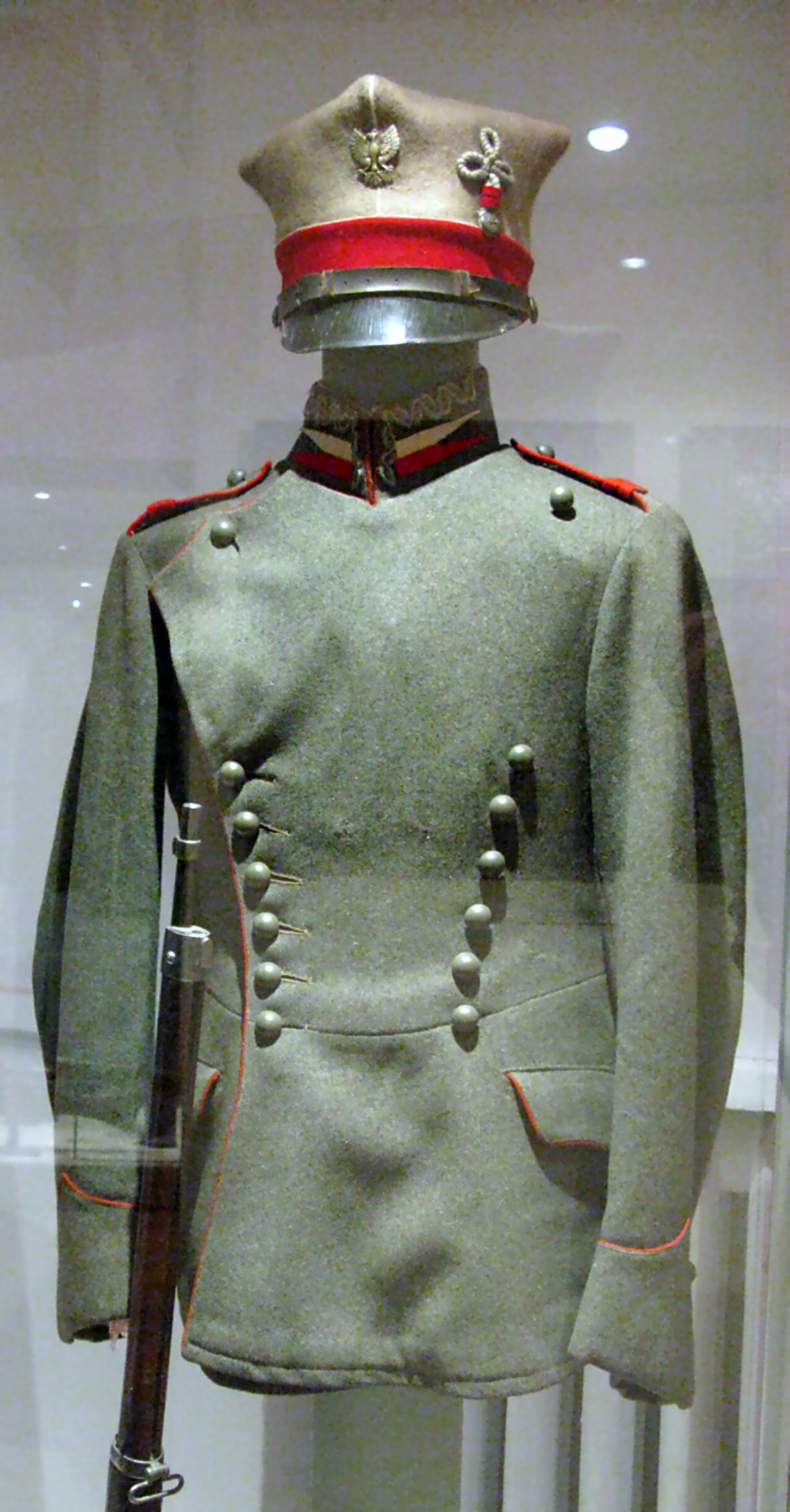
Uniform gedragen door het Wielkopolska Uhlan-regiment

De gevechten begonnen op 27 december 1918 in Poznań, toen Duitse soldaten als reactie op de volksvreugde op de Poolse bevolking begonnen te vuren. De volgende gebeurtenissen zijn samengevat in een bericht van de NLR, gepubliceerd in de "Kurier Poznański" van 29 december 1918.

(...) Gistermiddag, kort voor vier uur, kwamen gewapende Duitse soldaten van het 6e Grenadier-regiment, rond de 200 man-sterk, vanuit de kazerne in Jeżyce naar de stad, de bevelvoerende officier voorop Duitse liederen zingend, en vielen het gebouw van de Opperste Volksraad binnen, waar zij Engelse, Amerikaanse en Franse vaandels vernielden. Zij deden hetzelfde tijdens een parade over de Swięty Marcin, Wiktoria, Berlin en Wilhelmstraten. De soldaten drongen binnen in de particuliere huizen aan de Berlinstraat, gooiden de Amerikaanse en Poolse geallieerde coalitievaandels van de balkons af en vertrapten die. Het provocerende gedrag van Duitse troepen lokte bij de onvoorbereide Poolse bevolking, die de straat op ging, een aanval uit. Ondertussen bereikten Duitse soldaten de Bank Związku, waar ze ook hier Engelse en Amerikaanse vaandels afbraken en een schot loste, dat gelukkig miste (...). Toen de duisternis viel, begonnen Duitse soldaten vanuit het paleis van justitie te schieten. De Duitsers plaatsten hier twee machinegeweren en onder de algemene paniek van de onthutste bevolking begonnen ze in de richting van 'Bazaar' te vuren, inclusief de ramen waar Paderewski op dat moment woonde, geveld door de Spaanse griep(...). Aan Poolse zijde werd de provocatie niet beantwoord en werd er een poging ondernomen om een akkoord te bereiken zodat een bloedbad vermeden kon worden. Toen de schoten echter aanhielden en gewonden vielen, begon de Volksgarde terug te schieten en werd het bevel gegeven voor veiligheidsmaatregelen om passanten te beschermen(...)

De eerste opstandelingsformatie dat gestuurd werd om het paleis van justitie te veroveren telde 100 manschappen en stond onder het bevel van Antoni Wysocki.
De Poolse nationalistische beweging in Ermland moest in deze dagen door de diepgewortelde Pruisische macht inactief blijven.
Op 28 december 1918 veroverden de Polen de citadel. Aanvankelijk werd tijdens de onderhandelingen afgesproken dat de Citadel gelijkelijk door Poolse en Duitse troepen zou worden gehuisvestigd, maar tegen deze overeenkomst in bezetten de opstandelingen het fort zelf, waarbij de Duitse garnizoen werd geëlimineerd. Het Nationaal Museum Poznań werd in deze dagen bezet door opstandelingen. Toen die vertrokken bleken kleinere objecten uit het museum gestolen te zijn.
Op 30 december 1918 werden Wągrowiec en Gołańcz door de opstandelingen veroverd. Tezelfdertijd werden Duitse troepen vanuit Bromberg gestuurd om de Polen uit Gniezno te verjagen. Die nacht werd nabij Zdziechowa een slag geleverd, waarbij de Polen, versterkt door opstandelingen uit Wrzesnia, de overwinning behaalde. Dankzij die overwinning zagen de opstandelingen kans om hun militaire operaties naar de gebieden van Koejavië uit te breiden. De volgende dag begon het offensief van de opstandelingen in deze richting onder het bevel van Paweł Cymsa. Hij was van plan om Inowrocław te bezetten, dat op dat moment voor 67% werd bewoond door etnische Polen.
De Polen veroverden op 2 januari 2019 Gostyń, waarna de "Gostyńska"-compagnie werd gevormd. Deze eenheid werd op 7 januari naar het front bij Leszno gezonden.
Die dag werd per decreet nr. 2 het gebied van de Pruisische Deling verdeeld over zeven militaire districten:
- I District: Poznań Miasto, Poznań Wschód, Poznań Zachód (commandant: Rotmistrz Bolesław Koperski),
- II District: Września, Środa, Witkowo, Gniezno (commandant: Lt.k. Kazimierz Grudzielski),
- III District: Wyrzysk, Bydgoszcz, Szubin, Inowrocław, Strzelno, Mogilno, Żnin, Wągrowiec (commandant: Maj. Napoleon Koczorowski),
- IV District: Chodzież, Czarnków, Wieleń, Skwierzyna, Międzychód, Szamotuły, Oborniki (commandant: 2e lt. Zdzisław Orłowski),
- V Districts: Międzyrzecz, Nowy Tomyśl, Grodzisk, Babimost, Śmigiel, Kościan, Wschowa, Leszno (commandant: 2e lt. Kazimierz Zenkteler),
- VI District: Śrem, Jarocin, Pleszew, Gostyń, Rawicz, Krotoszyn, Koźmin Wielkopolski (commandant: 2e lt. Zbigniew Ostroróg-Gorzeński),
- VII District: Ostrów Wielkopolski, Odolanów, Ostrzeszów, Kępno (commandant: 2e lt. Władysław Wawrzyniak).[20]

Vanwege het acute tekort aan officieren van Poolse afkomst uit de Pruisische Deling, wendde het NRL Commissariaat zich tot de autoriteiten in Warschau voor hulp. Pilsudski stuurde na overleg met Korfanty, Adamski en Poszwiński generaal Józef Dowbor-Muśnicki naar de militaire bevelhebber van de opstand. Luitenant-kolonel Julian Stachiewicz, die in opdracht van Pilsudski in het geheim toezicht had gehouden op de generaal (hij werd stafchef), arriveerde samen met Dowbor-Muśnicki. Het staatshoofd schreef hier zelf het volgende over:

Het sturen van Dowbor naar Poznan was opzettelijk, ik reken op het feit dat hij en zijn officieren, evenals hun gedrag, Poolse soldaten van het voormalige Duitse leger, gewend aan goede en verantwoordelijke officieren, ontevreden en teleurgesteld zullen zijn met de Poznań-politici.

Op 11 januari 1919 vonden op verschillende plaatsen bloedige veldslagen plaats; de Polen verloren Sarnow en een Poolse aanval op Zbąszyń werd afgeslagen. Tegelijkertijd behaalde de Polen een overwinning in de slag om Szubin. De gebeurtenissen bij Szubin werden als volgt beschreven:

Tijdens de slag om Szubin werden Duitse soldaten toegestaan om gruweldaden op de Polen te begaan. Een ooggetuige vertelt ons dat de Duitsers zich totaal niet druk maakten om gewonde Poolse soldaten. De uniformen en schoenen waren ontdaan van de gevallenen, die in het shirt achterlaten werden. Omdat er geen medische zorg was, werden de gewonden door de burgers en de soldaten naar de stad over de straten gedreven. De Duitsers weigerde de gewonden enige vorm van hulp en voedsel. Poolse gevangenen werden met geweerkolven geslagen. Opvallend waren de gewapende spoorwegbeambten uit Bromberg en soldaten die dreigden iedereen te doden. Het is ook bevestigd dat in Krzyż alle Poolse militairen werden geïnterneerd. Voedsel voor Poolse soldaten werd onderweg in beslag genomen. Wie meer dan één shirt had, moest alles teruggeven. Duitse soldaten verkondigden cynisch: "we vechten niet voor ons vaderland, maar voor geld".

Op 13 januari 1919 ontving het staatshoofd Józef Piłsudski een delegatie uit Poznań. Naar zijn mening was Poznań als district minder vrij dan het Koninkrijk en Galicië, omdat in dit district Duitsland nog steeds macht beoefende en de voorwaarden van de wapenstilstand tussen de Coalitie en Duitsland goedkeurde. Piłsudski verzekerde de delegatie dat hij als opperbevelhebber alleen de noodzaak om per besluit van het congres het opschortingspunt over het bestaan van Poznań te veranderen aan de coalitie kon presenteren.
Op 15 januari 1919 hadden de opstandelingen de belangrijke industriële stad Poznań volledig in handen.
Op 18 januari 1919 begon de Vredesconferentie van Parijs. Een van de vertegenwoordigers van de Polen was Roman Dmowski, die daar een beroemde toespraak hield, waarin hij de kwestie van de door Pruisen geannexeerde gebieden aansneed. Dmowski zei hierover het volgende:

Op dit moment behouden de Duitsers een Janus, dubbel gezicht: in het Westen praten ze over vrede, en in het oosten bereiden ze oorlog voor. Het leger aan het westfront erkent zijn nederlaag, maar de troepen, die geconcentreerd zijn aan het oostfront, dromen nog steeds van verovering; ze zijn zich goed bewust van wat ze in het westen hebben verloren, maar willen - indien mogelijk - verder naar het oosten gaan om de penetratie van Rusland veilig te stellen.

Het is bekend dat op 13 februari 1919 de Duitsers bij Kopanica gifgas hebben ingezet. De volgende dag presenteerde de Duitse minister van Buitenlandse Zaken graaf Ulrich von Brockdorff-Rantzau de politieke doelstellingen van de Duitse buitenlandse politiek in de Reichs-Nationale Vergadering in Weimar. De toon van zijn toespraak getuigt ervan dat de positie van zijn regering onder druk van sommige geallieerde staten aan het veranderen was:

We verklaarden dat we het erover eens waren dat alle ongetwijfeld Poolse gebieden van ons Reich verbonden zouden zijn met de Poolse staat. We willen deze belofte waarmaken. Welke gebieden onder het 13e punt van Wilson vallen, is echter controversieel. Een onpartijdige factor kan beslissen: waar dit niet zal gebeuren, behoren deze gebieden tot het Reich.

Het Duitse opperbevel had ondertussen een offensief voorbereid waarin de XVII. Armeekorps van generaal Otto von Below vanuit Thorn-Bromberg langs Gnesen naar het zuiden, terwijl het zuidelijke leger onder generaal Kurt von dem Borne vanuit Opper-Silezië zouden aanvallen. De tangbeweging zou in Poznań samenkomen met de bedoeling om de Poolse opstandelingen te omsingelen. De Polen kregen hier echter lucht van en wendden zich tot de Fransen voor hulp.
Op 16 februari 1919 werd om 18.00 uur in Trier een nieuwe overeenkomst getekend om de wapenstilstand tussen de Entente-staten en Duitsland, waaronder ook het Wielkopolska-front, te verlengen. Deze oplossing werd gepostuleerd door de Franse maarschalk Ferdinand Foch. Tegelijkertijd werd het Wielkopolska-leger erkend als een geallieerd leger.
Fragment uit de verklaring:

(...) Duitsland moet onmiddellijk alle offensieve acties tegen de Polen in Poznań en alle andere districten stopzetten. Te dien einde is het de Duitse troepen verboden om de volgende grens over te steken: de voormalige grens van Oost-Pruisen en West-Pruisen met Rusland tot aan Dąbrowa Biskupia, vanaf dit punt ten westen van Dąbrowa Biskupia, ten westen van Nowa Wieś Wielka , ten zuiden van Brzoza, ten noorden van Szubin, ten noorden van Kcynia, ten zuiden van Szamocin, ten zuiden van Chodzież, ten noorden van Czarnków, ten westen van Miał, ten westen van Międzychód, ten westen van Zbąszyń, ten westen van Wolsztyn, ten noorden van Leszno, ten noorden van Rawicz, ten zuiden van Krotoszyn, ten westen van Odolanów, ten westen van Ostrzeszów, ten noorden van Wieruszów, en vervolgens tot de grens van Silezië.

Om toe te zien op de naleving van de wapenstilstand bij Poznań, arriveerde een delegatie van leden van de geallieerde missie met aan het hoofd Joseph Noulens. Het werd enthousiast begroet door Poolse inwoners van de hoofdstad van Groot-Polen. Op 5 maart vond er in Krzyż Wielkopolski een ontmoeting plaats tussen de delegatie en vertegenwoordigers van de Duitse regering. De volgende dag stuurde de delegatie een verzoek naar generaal Dowbor-Muśnicki om militaire versterkingen naar het oosten van Polen te sturen.
Op 24 mei 1919 wees generaal Dowbor-Muśnicki in een boodschap aan het NRL-Commissariaat, op de noodzaak om een verenigd bevelstructuur te introduceren:

Vanwege de algemene militaire situatie en het dreigende gevaar om de strijd tegen Duitsland over de gehele Pools-Duitse grens uit te breiden, overweeg ik een gecentreerd bevel over het gehele mogelijke westelijke front en ik vraag het NRL-Commissariaat om de nodige stappen in deze richting te nemen.

Aan Duitse zijde stond men ook niet stil. Hoge officieren binnen de Oberste Heeresleitung en hoge veldofficieren kwamen op 5 juni 1919 in Frankfurt (Oder) bijeen om de kansen van een militair conflict met Polen af te wegen. Het overleg werd bijeengeroepen vanwege aanhoudende psychologische oorlogsvoering aan de nieuwe grens. De Duitser officieren achtten echter de kans klein dat de Polen een offensief tegen Duitsland zouden lanceren en dachten er zelfs om een tegenoffensief te lanceren. Op 19 juni 1919 vond er nog een overleg plaats. Dit keer in Weimar. Reichswehrminister Gustav Noske en Pruisische oorlogsminister Reinhard ontboden de Duitse militaire elite om de militaire en politieke situatie van Duitsland te behandelen. Ook stonden toekomstige militaire acties met betrekking op het Verdrag van Versailles. In totaal zouden drie-en-dertig hoge generaals en andere hoge officieren in het kantoor van Oberst van den Bergh met Noske over deze kwesties in overleg treden. Uiteindelijk werd afgezien van militaire acties tegen de Polen.

## Nasleep

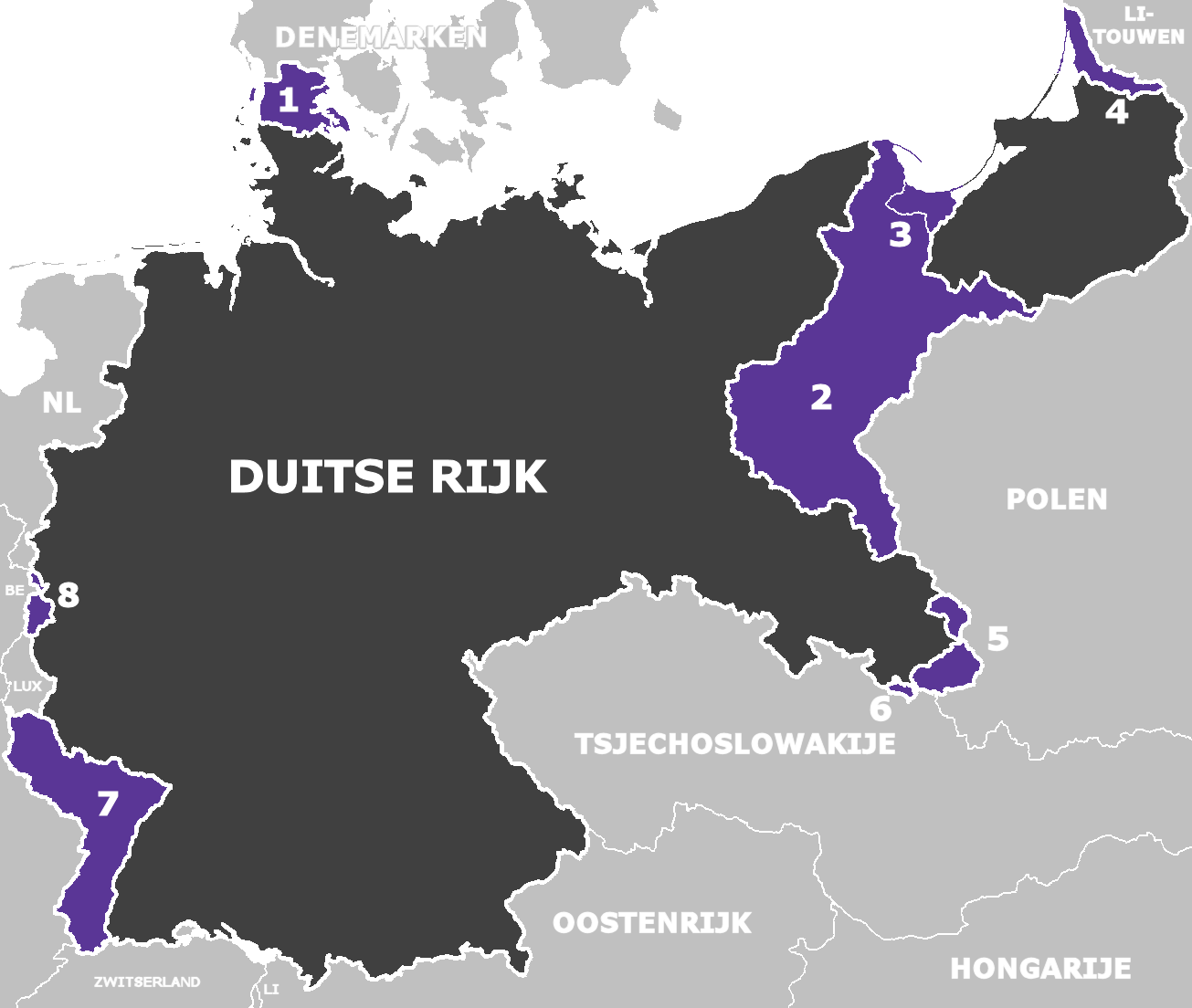
Door het Duitse Rijk afgestane gebieden
2. Posen en West-Pruisen (grotendeels): aan Polen

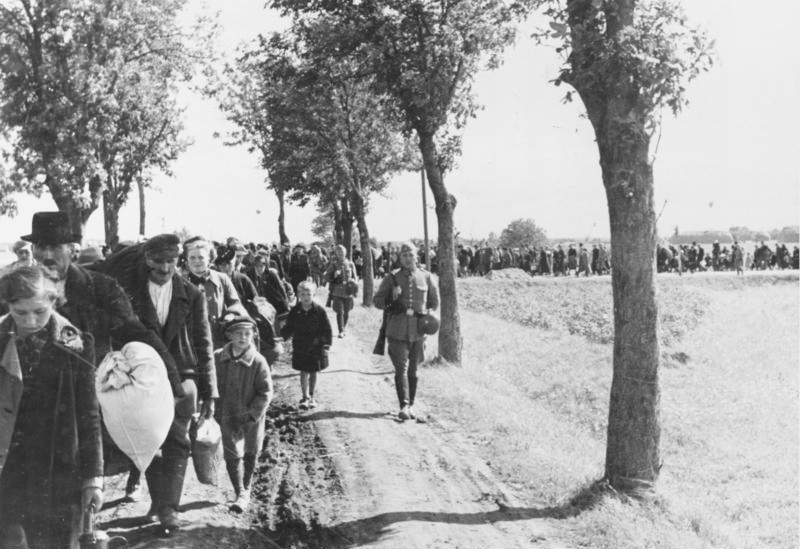
Deportaties van Polen uit Wartheland

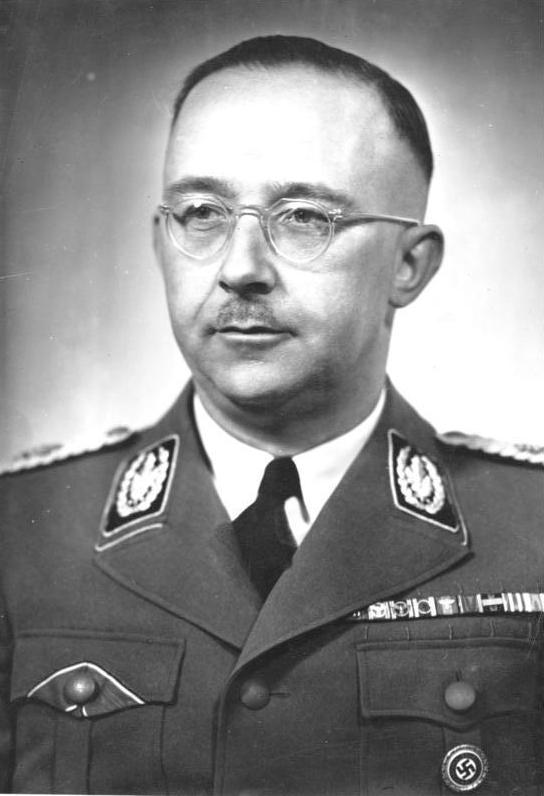
Heinrich Himmler

In navolging van het Verdrag van Versailles werd de voormalige Duitse provincie Posen en een groot deel van de West-Pruisen aan Polen gegeven. De Amerikaanse president Woodrow Wilson wilde namelijk dat Polen toegang kreeg tot de Oostzee. Poolse troepen en regering bezetten tussen januari en februari 1920 het grondgebied dat nog niet was veroverd door de opstandelingen.
Het museum van Wielkopolska werd na de onafhankelijk van Polen in het voormalige Kaiser-Friedrich-Museum opgericht. Het behield de voormalige Duitse collecties.
De gebieden die Duitsland na het Verdrag van Versailles moest afstaan wakkerde Duits politiek revisionisme aan. Het is bekend dat Duitse grootgrondbezitters die in het Interbellum in Polen nog grond bezaten de Polen discrimineerden en bovendien ontsloegen wanneer die lucht kregen dat hun arbeiders in de opstand hadden meegevochten.
Sommige Hakatisten sloten zich aan bij de Deutsche Vereinigung (Duitse Vereniging), een organisatie die erop gericht was te voorkomen dat Polen de grond die vroeger in Pruisen lag, zou verwerven. Veel Hakatisten vreesden mogelijke Poolse represailles na de overname van Groot-Polen, Pommeren en Silezië, en behoorden tot de eersten die naar het westen vertrokken, terwijl anderen in de geannexeerde gebieden bleven en beschermd werden door het minderhedenverdrag. Hoewel de eerder genoemde Ostmarkenverein haar hoofdmotivering had verloren omdat Duitsland geen invloed meer had op de gebieden van de Republiek Polen, bleef het bestaan in een rompvorm. Vanuit Berlijn probeerde de organisatie de regering van de Weimar-republiek te dwingen de dreiging van represailles tegen de overgebleven Poolse minderheid in Duitsland te gebruiken om verdere concessies voor de Duitse minderheid in Polen te winnen. De naoorlogse regering van Gustav Stresemann verwierp echter meestal deze smeekbeden omdat er veel meer Duitsers in Polen waren dan Polen in Duitsland, en een dergelijke leer-om-leer tactiek de Duitse zijde meer zou schaden.
Op 22 augustus 1939 zei Adolf Hitler in een toespraak het volgende over wat in zijn optiek met Polen moest gebeuren:

(...)De vernietiging van Polen heeft prioriteit. Het doel is om actieve strijdkrachten uit te schakelen en niet om een definitieve lijn te bereiken (...) Sluit uw hart voor medelijden. Handel meedogenloos. Tachtig miljoen mensen moeten bemachtigen wat hun toekomt. Hun bestaan moet veiliggesteld worden. De sterkere man heeft altijd gelijk. De grootste hardvochtigheid."

Tijdens de Duitse invasie van Polen op 1 september 1939 vormden de Hakatisen de harde kern van de vijfde colonne en werden gemilitariseerd onder de noemer Volksdeutscher Selbstschutz. Groot-Polen werd tijdens de Duitse bezetting van Polen geannexeerd als onderdeel van de Rijksgouw Wartheland. Enkele straten in Poznań werden naar de oprichters van de Ostmarkenverein hernoemd: Hansemannstrasse (voorheen ul. Płowiecka), Kennemannstrasse (voorheen ul. Podkomorska) en Tiedemannstrasse (voorheen ul. Podstolińska). De Duitse bezettingsmacht ging over op etnische zuivering: massamoorden, deportaties en meedogenloze terreur om alles wat Pools was uit te roeien. Op deze manier probeerden de Duitsers de provincie voor altijd Duits te maken. De Hakatisten in de Volksdeutscher Selbstschutz waren betrokken bij de eerste massamoorden tegen Polen. De veteranen uit de opstand werden in het bijzonder vervolgd en werden soms standrechtelijk geëxecuteerd. Veel veteranen kwamen in het concentratiekamp Mauthausen-Gusen terecht. In december 1940 vierden de gevangenen daar de opstand met gedichten en patriottische liederen.
Heinrich Himmler stond aan het roer als het ging om de vernietiging van het Pools nationalisme. De oorlog die het nazi-leiderschap in Polen voerde kan tot een zekere hoogte gezien worden als een rassenoorlog. De Hakatisten hadden er soortgelijk ideeën op nagehouden. Himmler gaf op 3 september 1939 in reactie op een gerucht van een ophanden zijnde Poolse opstand het bevel voor de oprichting van Einsatzgrupp z. b.V. Deze eenheid kreeg het bevel om alle gewapende Poolse 'bandieten' standrechtelijk te executeren. Toen er geen sprake bleek te zijn van een opstand, benoemde Himmler SS-Obergruppenführer Udo von Woyrsch tot 'Speciale Politiecommandant' en gaf hem het bevel om alle "Poolse bandieten te ontwapenen en te vernietigen".
Poolse onderzoekers van het Instytut Pamięci Narodowej hebben een schatting gemaakt van ongeveer 800.000 etnische Poolse slachtoffers tijdens de Duitse bezetting, waaronder:
- 400.000 in gevangenissen
- 148.000 in (massa) executies
- 240.000 onder gedeporteerden naar concentratiekampen, inclusief 70-75.000 in KZ Auschwitz.[43]

Uit datzelfde onderzoek komt naar voren dat 200.000 Poolse kinderen in het kader van Generalplan Ost zijn ontvoerd om door Lebensborn germaniseerd te worden.

## Herdenking

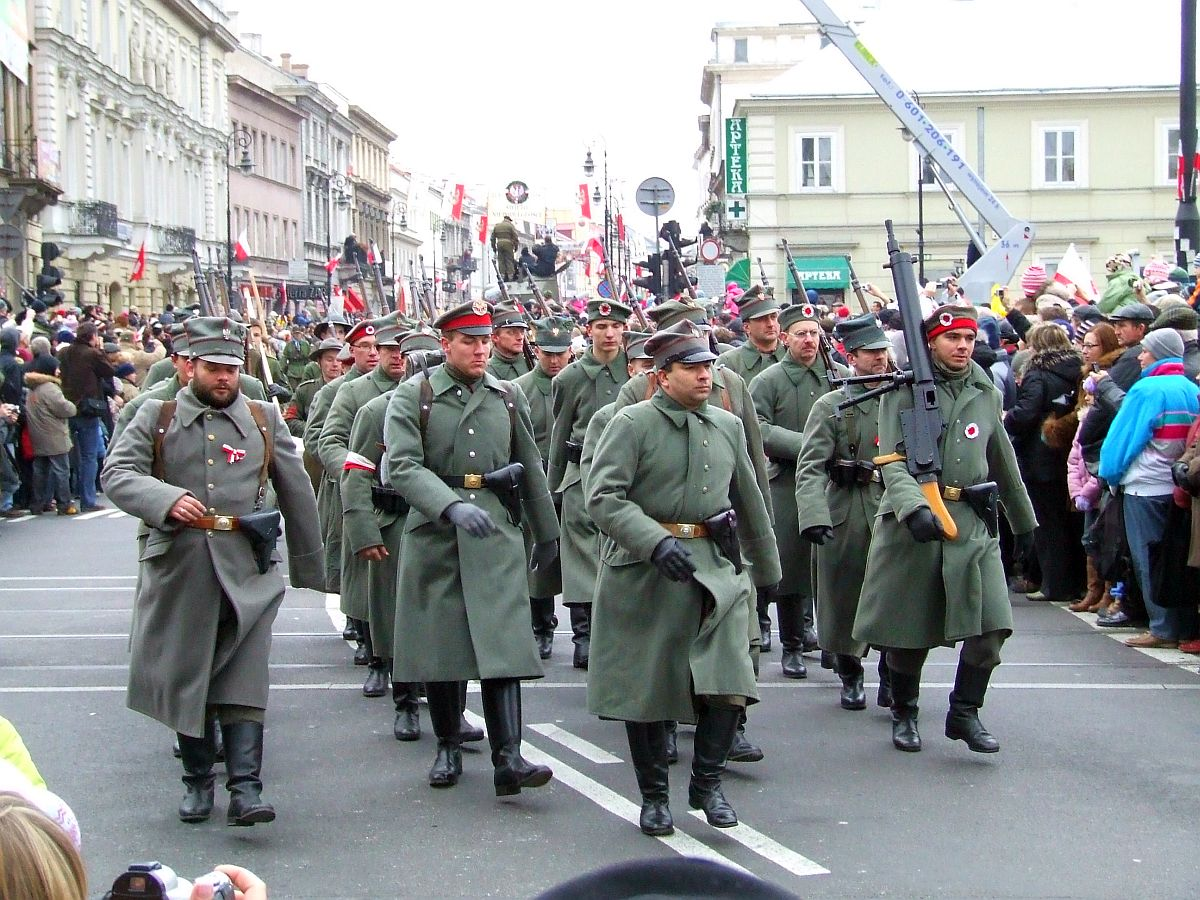
Re-enactment tijdens de viering van de Groot-Polenopstand in Warschau, 11 maart 2007

Na de Groot-Polenopstand is de Stowarzyszenie uczestników powstania w Wielkopolsce w latach 1918-1919 (Vereniging van deelnemers aan de opstand in Groot-Polen van 1918/1919) door res. kpt. Józef Alojzy Gawrych opgericht. Deze organisatie was betrokken bij de viering van het tienjarig jubileum van de opstand. In latere jaren hebben bepaalde groepen zich geschaard onder de Vereniging van Veteranen van de 1914-1919 Nationale Opstanden van de Republiek Polen.
Na de Tweede Wereldoorlog werden veteranenorganisaties van de opstand in 1946 gereactiveerd onder de naam van de Związek Weteranów Powstań Wielkopolskich (Vereniging van Veteranen van de Opstanden in Groot-Polen). In 1949 werd het onderdeel van de ZBoWiD. In het communistische Polen werd bepaald dat het Museum van de Wielkopolska Opstand een bescheiden tentoonstelling over de opstand mocht houden. Revolutionaire vaandels werden wegens hun nationalistische aard niet tentoongesteld.
Het Groot-Polenopstandskruis, de eerste van twee onderscheiding met dezelfde naam, werd per decreet van de Nationale Raad in 1946, samen met het Silezisch Opstandskruis, ingesteld. Beiden zouden op dezelfde basis worden toegekend. Alleen het Silezisch Opstandskruis werd echter geïnstitutionaliseerd. De communistische autoriteiten zagen namelijk om politieke redenen af van het Groot-Polenopstandkruis. Het decreet van de Nationale Raad is nooit gepubliceerd, hoewel de afbeelding van het kruis wel in de pers is gepresenteerd. Het tweede Opstandskruis van Groot-Polen werd in 1957 ingesteld per decreet van de Raad van State van de Poolse Volksrepubliek.
In 1989 werd er een wedstrijd voor schilderijen en beeldhouwwerken in verband met het onderwerp van de opstand in het Nationaal Museum Poznań gehouden. De prijzen gingen naar: Mariola Kalicka-Królczyk, Alojzy Piątkowski, Anna Rodzińska, Jerzy Sobociński (beeldhouwers) en Bronisław Szlabs en Andrzej Tryzno (schilders). De jury werd voorgezeten door Henryk Kondziela.
Ter gelegenheid van het negentigjarig jubileumjaar (in 2008) van het uitbreken van de Groot-Polenopstand hebben Fundacja "Miejsce moje", Nowa Telewizja Gostyń en het Museum in Gostyń een film getiteld "Tak rodziła się wolność" (Zo is vrijheid geboren) uitgebracht.
Op grond van de resolutie aangenomen op 12 oktober 2017 besloot de Sejm van de achtste zittingsperiode om 2018 te benoemen tot het 'Jaar van Herdenking van de Opstand in Groot-Polen'. Op grond van een resolutie aangenomen op 7 december 2017 besloot de senaat van de negende zittingsperiode om 2018 uit te roepen als het 'Jaar van Herdenking van de Opstand in Groot-Polen van 1918/1919'.
Ter gelegenheid van het 100-jarig jubileumjaar van de opstand trok in 2018 een historische stoomlocomotief en wagon door de steden van Groot-Polen als onderdeel van de educatieve campagne "Koleje Wolności 1918–2018" (Spoorwegen van de Vrijheid 1918-2018). Tijdens deze campagne ontmoetten de restaurateurs, gekleed in kostuums uit het begin van de 20e eeuw, studenten van scholen in de provincie, waarbij zij kennis over de opstand in Groot-Polen verstrekten. Ook werd er een officiële interactieve website gelanceerd en vonden er evenementen in Poznań plaats.

### Herinnering in beeld

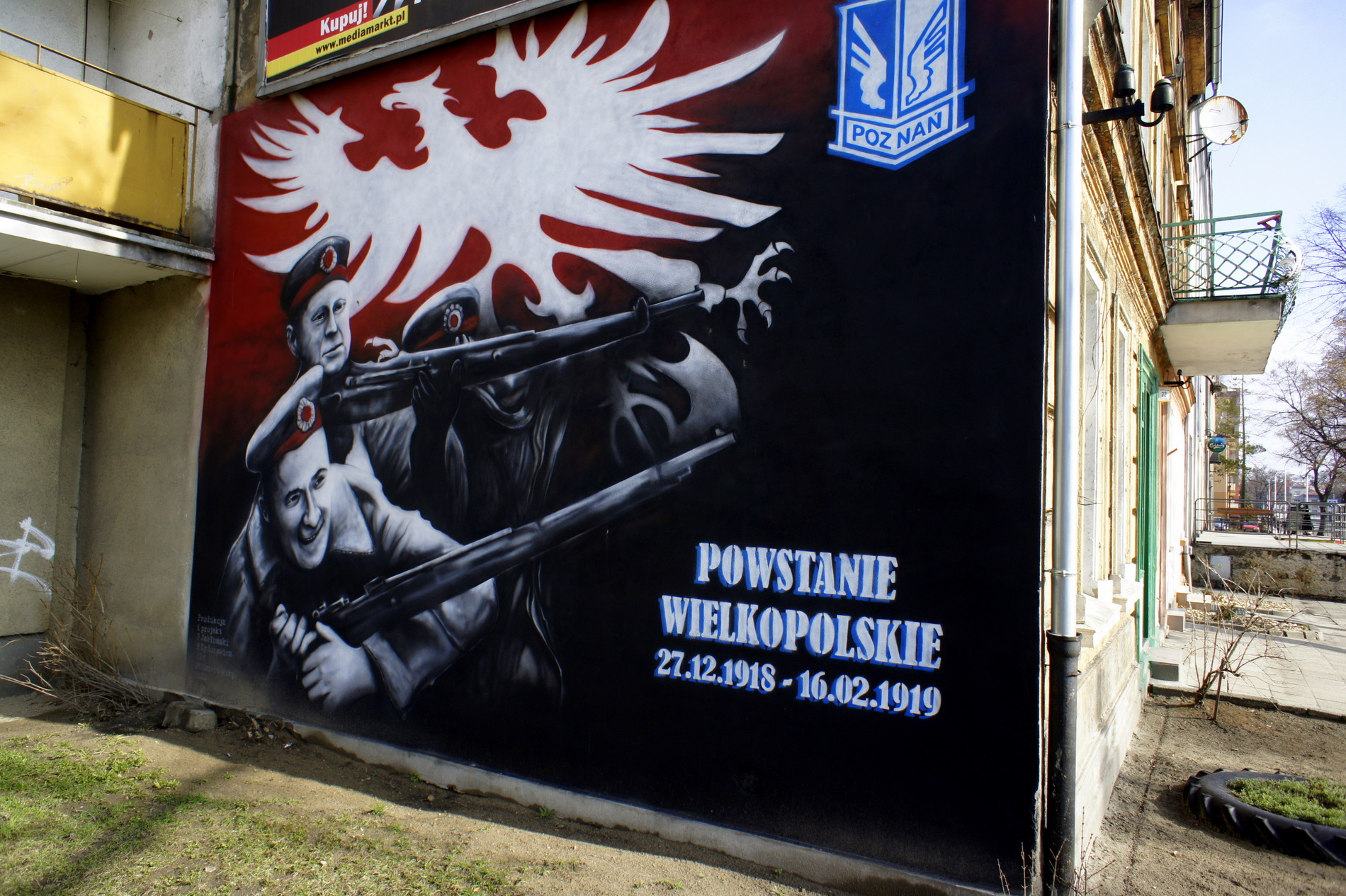
Muurschildering in Ostrów Wielkopolski
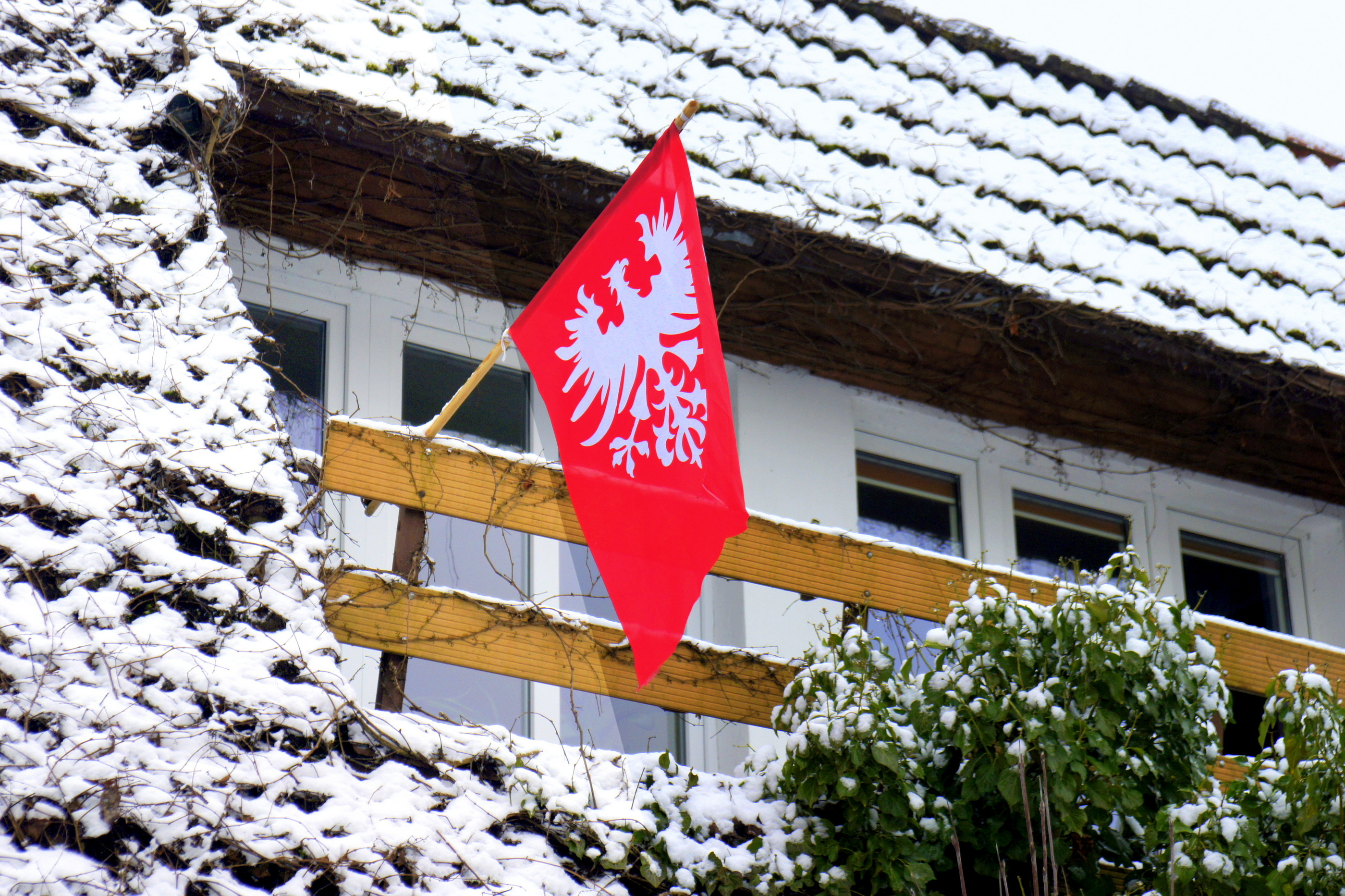
De vlag van Groot-Polen als herinneringsmiddel
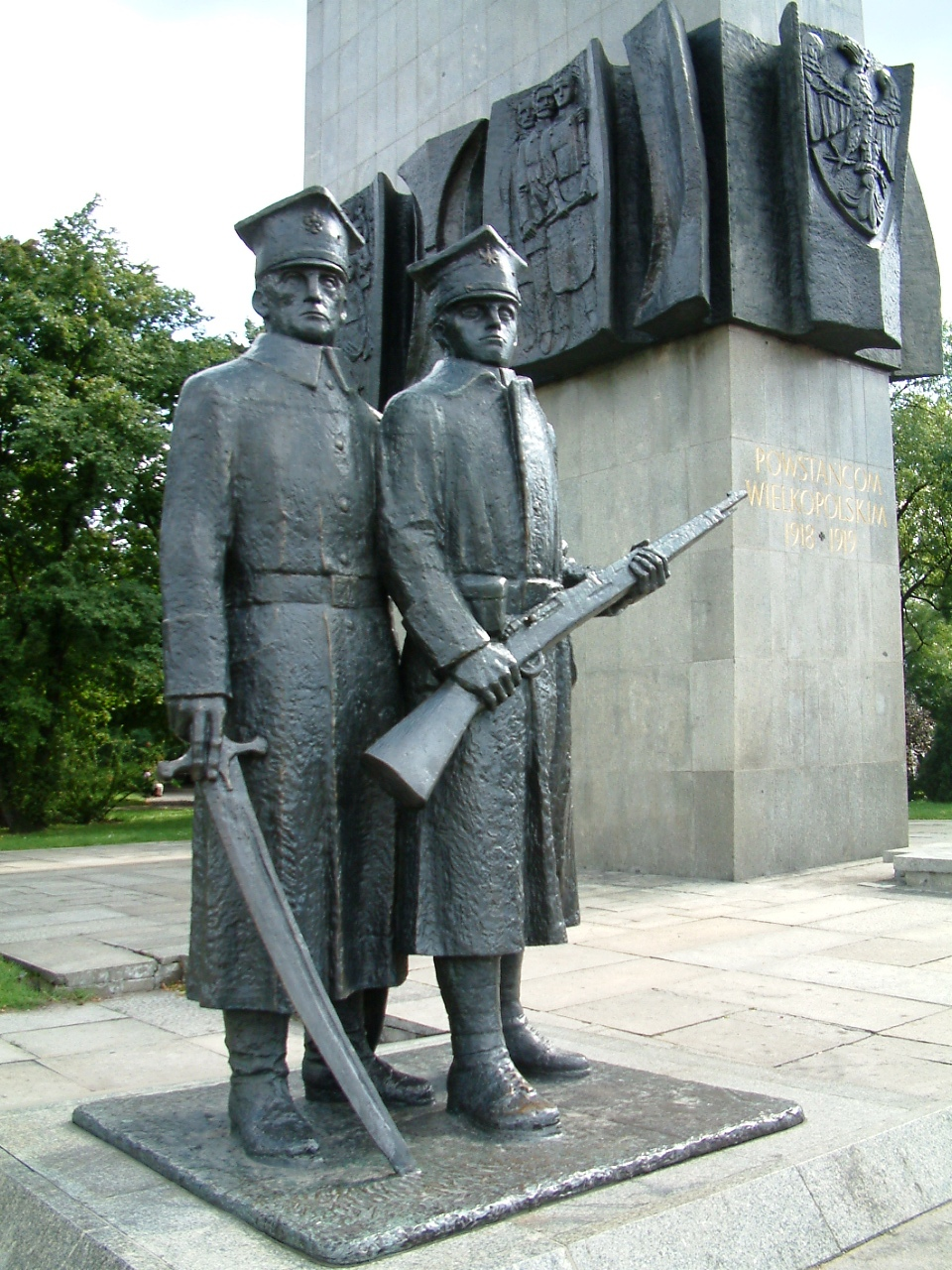
Het nationaal monument ter nagedachtenis aan de Groot-Polenopstand
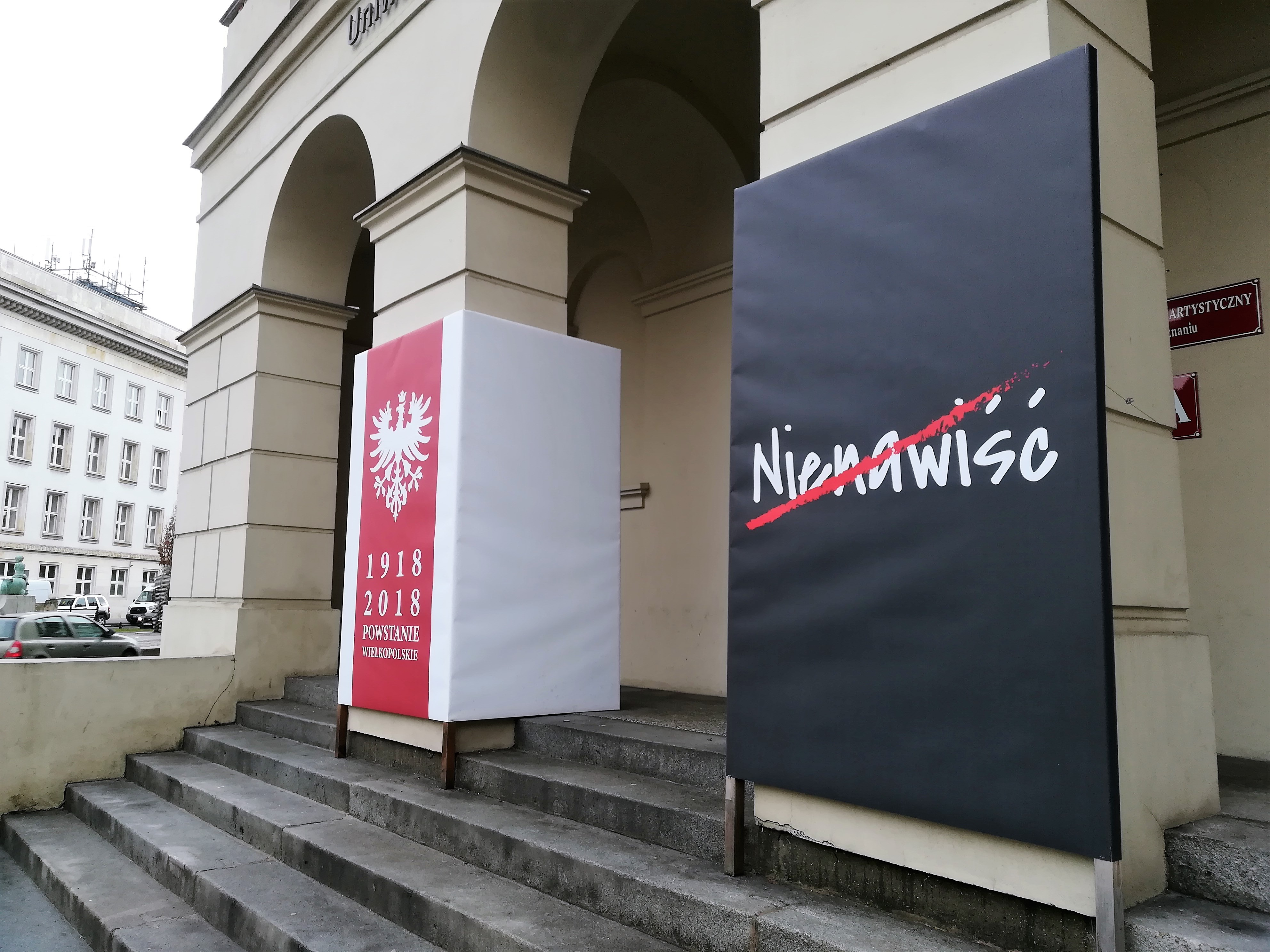
100-jarige jubileumviering in Poznań
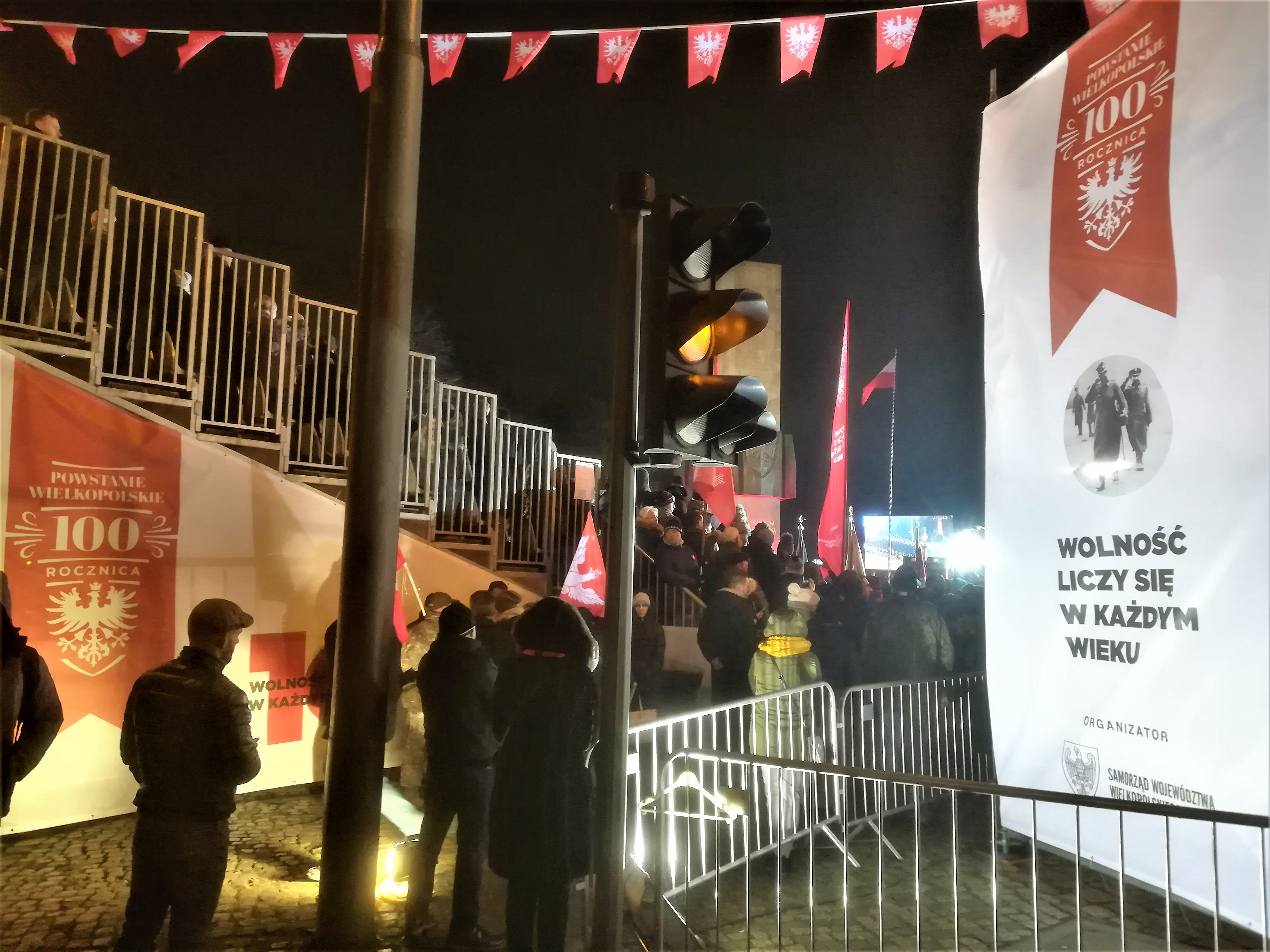
100-jarige jubileumviering in Poznań
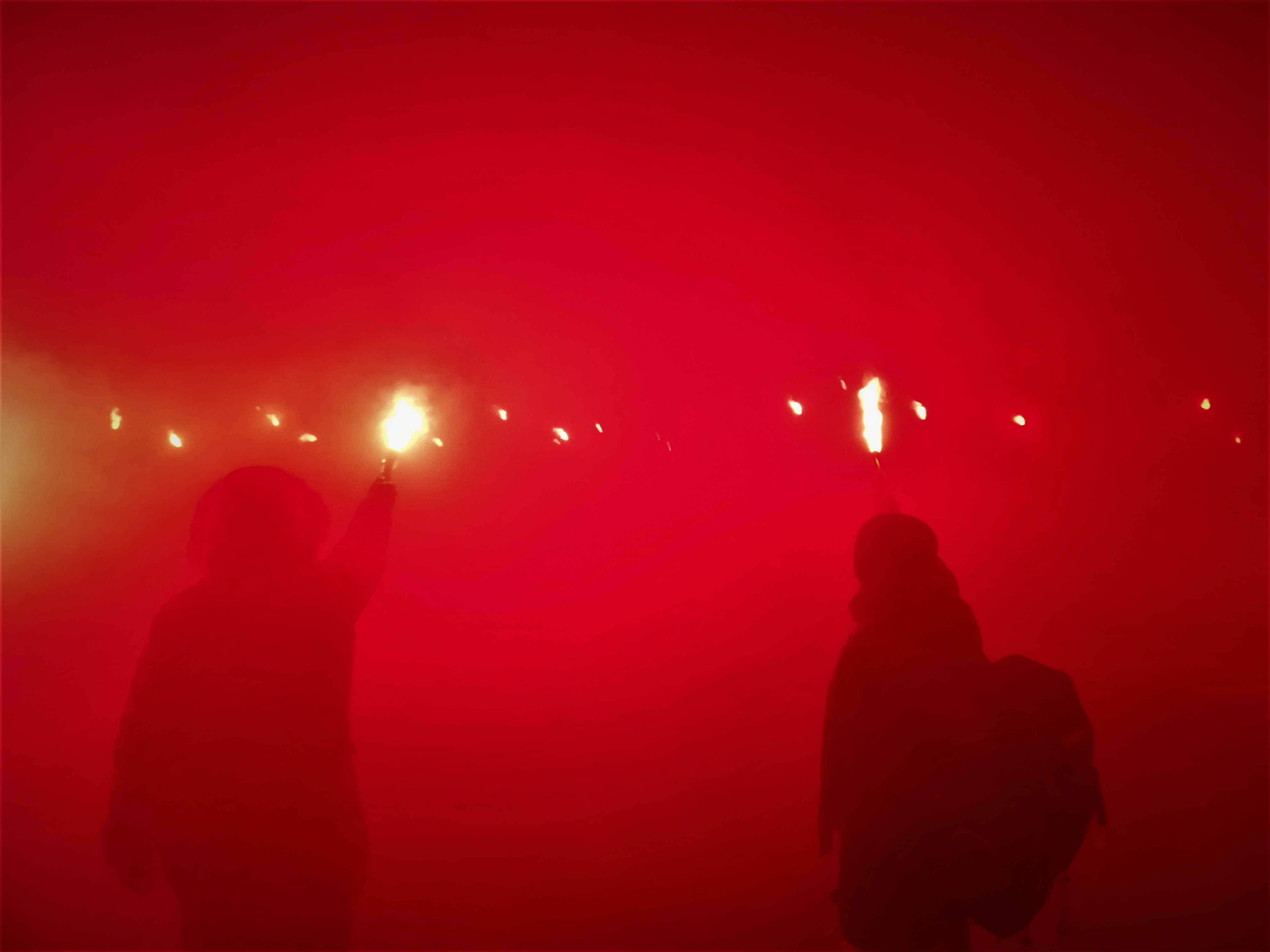
100-jarige jubileumviering in Poznań